# Sielsowiet Remel
Sielsowiet Remel (biał. Рамельскі сельсавет; ros. Ремельский сельсовет) – sielsowiet na Białorusi, w obwodzie brzeskim, w rejonie stolińskim, z siedzibą w Remlu.
Według spisu z 2009 sielsowiet Remel zamieszkiwało 3732 osób, w tym 3701 Białorusinów (99,17%), 20 Rosjan (0,54%), 6 Ukraińców (0,16%), 2 Polaków (0,05%), 1 Litwin (0,03%) i 2 osoby, które nie podały żadnej narodowości.

## Miejscowości
- agromiasteczko:
  - Remel
- wsie:
  - Moczula
  - Ozdamicze
  - Tereblicze